# Шалажі
Шалажі (рос. Шалажи) — село у Урус-Мартановському районі Чечні Російської Федерації.
Населення становить 5313 осіб (2019). Входить до складу муніципального утворення Шалажінське сільське поселення.

## Історія
Згідно із законом від 14 липня 2008 року органом місцевого самоврядування є Шалажінське сільське поселення.

## Населення
| 1979  | 1990  | 2002  | 2010  | 2012  | 2013  | 2014  |
| ----- | ----- | ----- | ----- | ----- | ----- | ----- |
| 5044  | ↗5639 | ↘5307 | ↘4998 | ↗5032 | ↗5078 | ↗5094 |
| 2015  | 2016  | 2017  | 2018  | 2019  |       |       |
| ↗5133 | ↗5169 | ↗5212 | ↗5267 | ↗5313 |       |       |